# Torredelcampo
Torredelcampo település Spanyolországban, Jaén tartományban. Torredelcampo Jaén, Los Villares, Jamilena, Torredonjimeno, Villardompardo, Escañuela, Arjona, Lahiguera és Fuerte del Rey községekkel határos. Lakosainak száma 13 944 fő (2024).

## Népesség
A település népessége az elmúlt években az alábbi módon változott:
| Lakosok száma | 13 327 | 13 798 | 14 339 | 14 627 | 14 690 | 14 616 | 14 435 | 14 247 | 13 922 | 13 944 |
|               | 2001   | 2004   | 2007   | 2009   | 2012   | 2014   | 2017   | 2019   | 2022   | 2024   |